# Rolnik młody
Rolnik młody – osoba fizyczna rozpoczynająca po raz pierwszy działalność rolniczą,  jako kierująca samodzielnie gospodarstwem rolnym, posiadający umiejętności i kwalifikacje rolnicze i pozostająca w  wieku do 40 lat. Pojęcie rolnik młody ma związek z programami Wspólnej Polityki Rolnej i  oznacza osobę ubiegającą się o wsparcie w ramach programów działania związanych z pomocą  udzielaną młodym osobom.
Kryterium 40 lat jako wieku młodego przyjęto, kierując się długością życia mieszkańców wsi i warunkami dostępu do emerytury.    

## Rola i znaczenie rolnika młodego
Wprowadzenie przez Unię Europejska wsparcia dla rolników młodych miało na celu:
- przyspieszenie procesu dziedziczenia i spadkobrania gospodarstw rolnych (rotacja pokoleń),
- faktyczne i trwale sprawowanie kontroli nad gospodarstwem,
- zwiększenie rentowności i konkurencyjności gospodarstw,
- promowanie zrównoważonego zarządzania gospodarstwem,
- promowanie innowacyjnych technologii,
- ułatwianie wejścia rolników posiadających odpowiednie umiejętności do sektora rolnictwa.

## Warunki dostępu do wsparcia
Warunkiem wsparcia rolnika młodego było:
- być jedynym kierującym gospodarstwem rolnym,
- nie kierować przedtem innym gospodarstwem rolnym,
- przedstawić plan biznesowy,
- dysponować odpowiednim potencjałem produkcyjnym gospodarstwa rolnego,
- spełniać wymogi w odniesieniu do definicji rolników aktywnych zawodowo.